# Neva Towers
Neva Towers — комплекс, який займає 17-й і 18-й дільниці Московського Міжнародного Ділового Центру. У проєкт входить дві вежі - офісна, заввишки 289 метрів, що має 63 поверхи, і житлова - 337 метрів на 77 поверхів. Крім того, вежа апартаментів розмістить на одному з поверхів сучасний готель і фітнес-центр. Для мешканців апартаментів, а також відвідувачів і співробітників офісів обладнується парковка на 3000 машиномісць.
Раніше на цьому місці планувалося звести хмарочос «Вежа Росія» висотою 612 метрів, але через фінансову кризу будівництво було скасовано. Забудовником об'єкта є ТОВ «СТ Тауерс», технічним замовником і генеральним підрядником виступає турецька компанія «Renaissance Construction».

## Хід будівництва

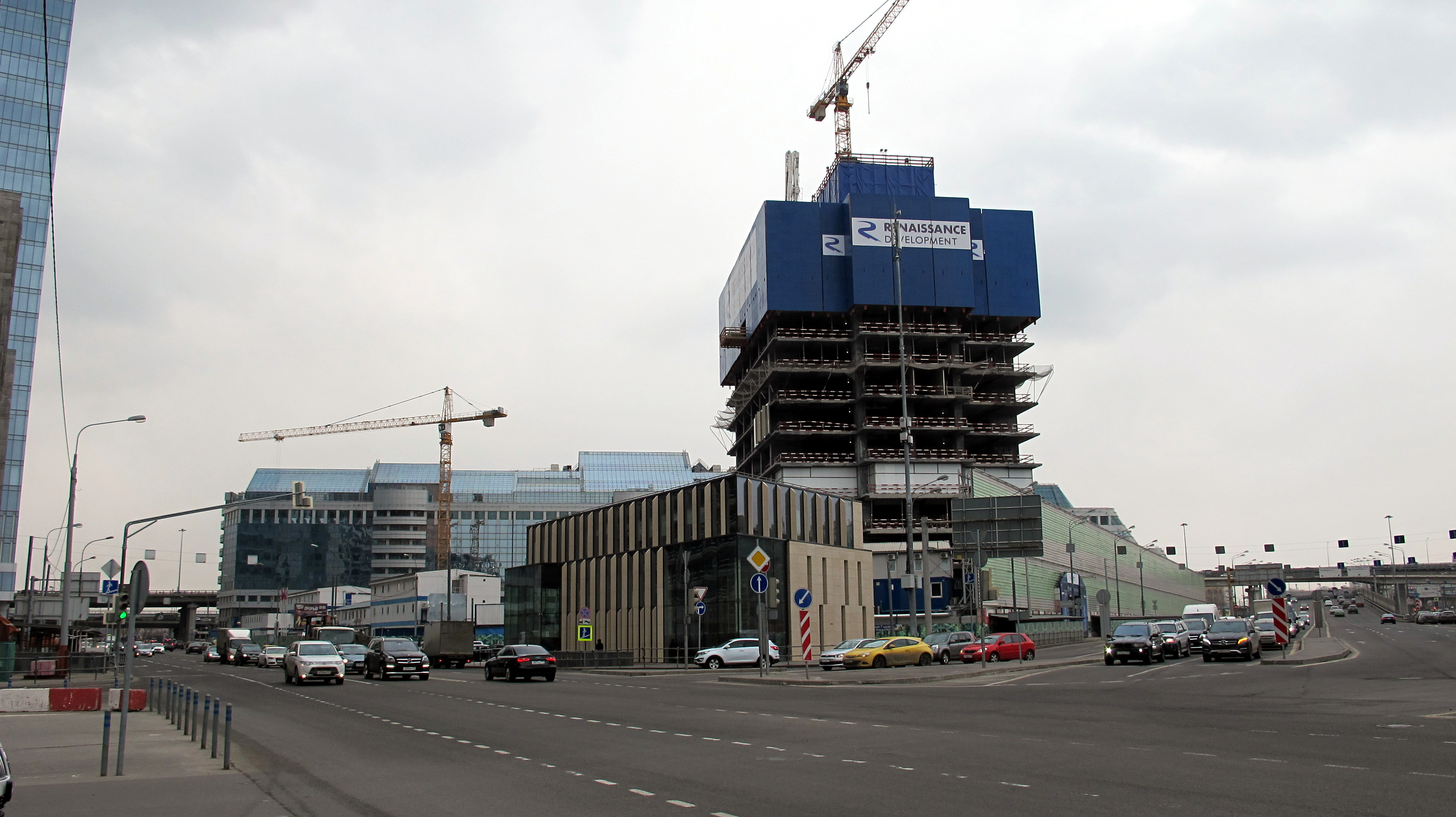
22 Березня 2016 року